# Чингульський курган
Чингу́льський курга́н — курган в Україні, в Запорізькій області, біля села Заможне Токмацької громади Пологівського району. Розташований над широкою Молочансько-Чингульською заплавою, на краю степового плато високого правого берега річки Чингул, 2 км західніше села. Має унікальний поховальний комплекс — могилу половецького князя ХІІ— початку ХІІІ століття, що була виявлена 1981 року Запорізькою експедицією Інституту археології АН УРСР, археологами Юрієм Рассамакіним та Віталієм Отрощенко. Курган правильної півсферичної форми (висота 5,8, діаметр 68 м).

## Назва
- Чингульський курган — українська назва; інша назва — курган № 51[1].
- Чунгульський курган (англ. Chungul Kurgan) — англомовна назва, відповідно до тюркської назви Чингул — «Чунгул»[2].

## Опис

Половецький шолом з Чингульського кургану.

Курган мав правильну півсферичну форму (висота 5,8 м, діаметр 68 м).
Виявлена тут археологічна пам'ятка являє собою:
- поховання катакомбної культури (XVIII—XVII ст. до н. е.),
- залишки дерев'яного саркофага, в якому було поховано половецького князя.

Поховання хана датується XII — початком XIII ст. і має цікавий поховальний обряд — у саркофазі збереглась велика кількість артефактів, потрібних небіжчику в потойбічному світі, серед яких витвори мистецтва візантійських та західноєвропейських майстрів, зброя та унікальний археологічний текстиль.
При розкопках знайдено кістки жертовних коней та овець та унікальні речі: золочений шолом, залізна кольчуга, шабля, щит, налуччя, сагайдак із стрілами, 2 ножі та кинджал, 3 шовкові пояси з срібними пряжками, чаша, яку носили на поясі, золотий та електровий ланцюги, 2 золоті персні з коштовним камінням, срібна з позолотою курильницю, амфори, полив'яний посуд, золота гривна-жезл тощо. В саркофазі знайдені залишки 6 шовкових візантійських імператорських каптанів, прикрашених золотим шиттям.
Припускають, що небіжчиком, похованим в Чингульському кургані, є князь Тігак, родич князя Котяна і сват короля Данила, так само як трохи пізніше за часом поховання біля Таганчі — швидше за все належить останньому відомому в історії половецькому правителю Ульдамуру (Олдеміру, Володимиру), який після поразки в битві на озері Ход (1282) від Ласло IV Куна втік до Золотої Орди.
Після введення пам'ятки в науковий обіг на початку 1980-х — у 1990-ті роки, для повноцінного вивчення комплексу у археологів не було можливостей. Дослідницьку роботу з цим комплексом поновлено у 2009 році за підтримки гранту для спільних досліджень від Гетті-фундації.